# Natale in Danimarca

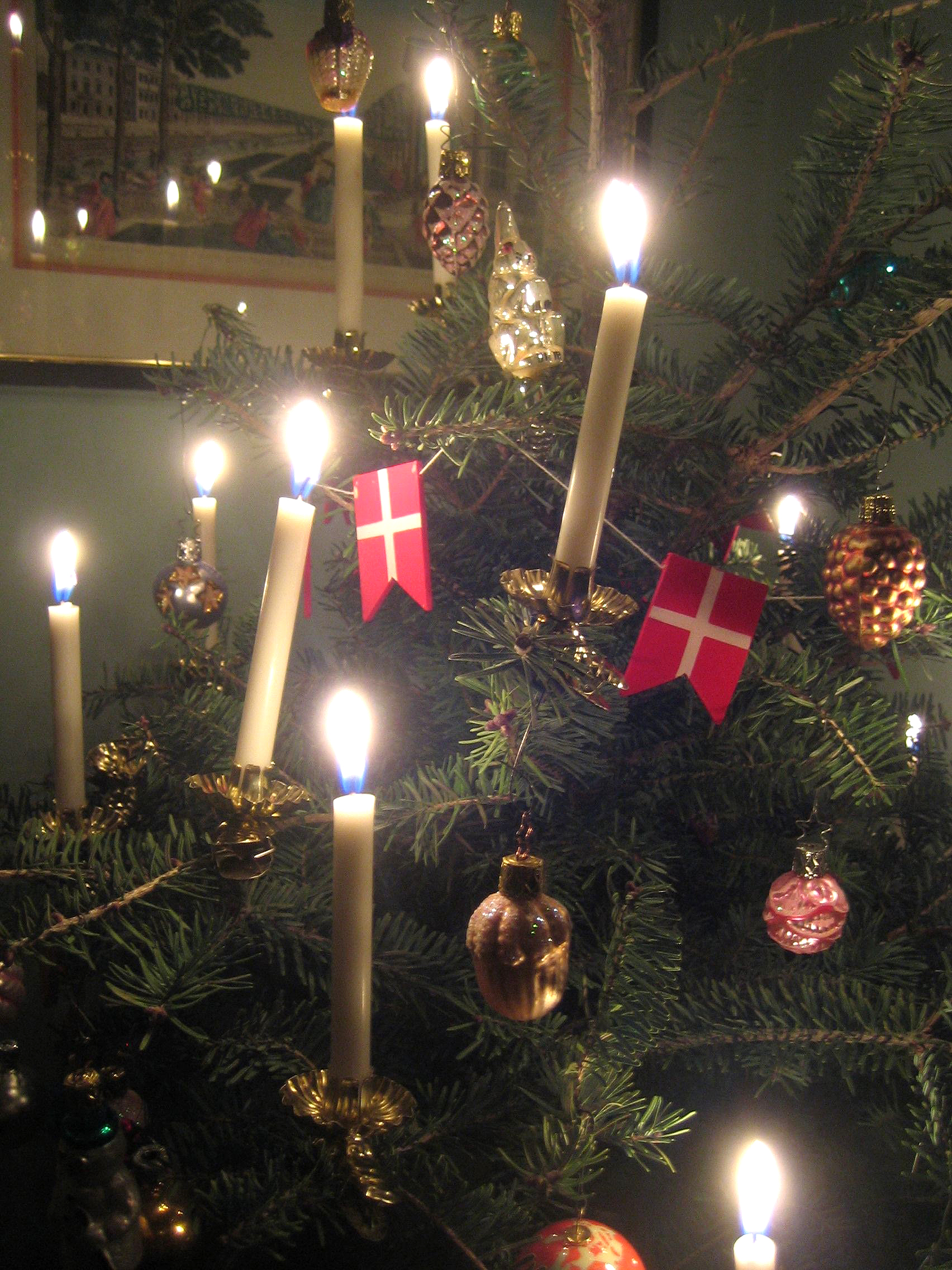
Albero di Natale decorato con bandierine danesi

Questa voce descrive le principali tradizioni natalizie della Danimarca, oltre agli aspetti storici e socio-economici della festa.

## Il termine per "Natale" in danese
Il termine usato in danese per indicare il Natale è, come in svedese e norvegese, jul (cfr. isl. jól e ingl. yule, oltre che il prestito in finnico joulu), un vocabolo di etimologia oscura forse legato ad una festa pagana del solstizio d'inverno.
La formula d'augurio è Glædelig jul!.

## Tradizioni popolari

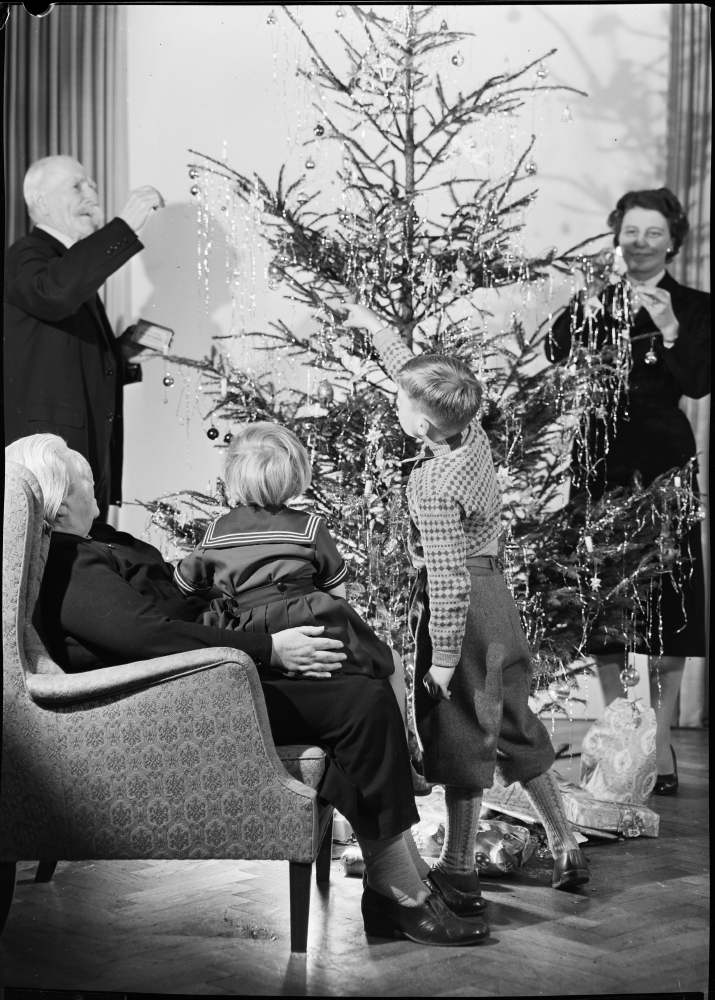
Una famiglia danese intenta a decorare l'albero di Natale in una foto d'epoca di Sven Türck (1897-1954)

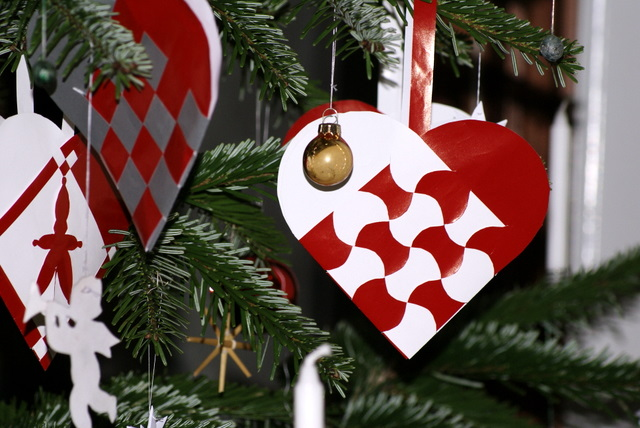
Decorazioni per l'albero di Natale in Danimarca

### Decorazioni
Tradizioni diffuse in Danimarca sono quelle della candela e del calendario dell'Avvento.
Di antica tradizione è la candela dell'Avvento, che riporta 24 segni ognuno dei quali indicanti i primi ventiquattro giorni del mese di dicembre, ed è decorata con piccoli abeti e immagini di folletti.
|  |

### Processione di santa Lucia
A partire dal secondo dopoguerra, la Danimarca ha importato dalla Svezia la processione di santa Lucia.
La processione è guidata da una ragazza vestita di bianco e con in testa una corona di abete contornata da candele, che viene seguita da bambini che intonano canti natalizi.
|  |

### Juleneg
Un'antica tradizione danese è quelle di esporre, il giorno della vigilia di Natale un covone di grano per gli uccelli, chiamato juleneg.

### Personaggi del folkore

#### Julemand
Lo julemand è il Babbo Natale danese: secondo la leggenda, vive in Groenlandia e viene aiutato dai nisser.

## Gastronomia

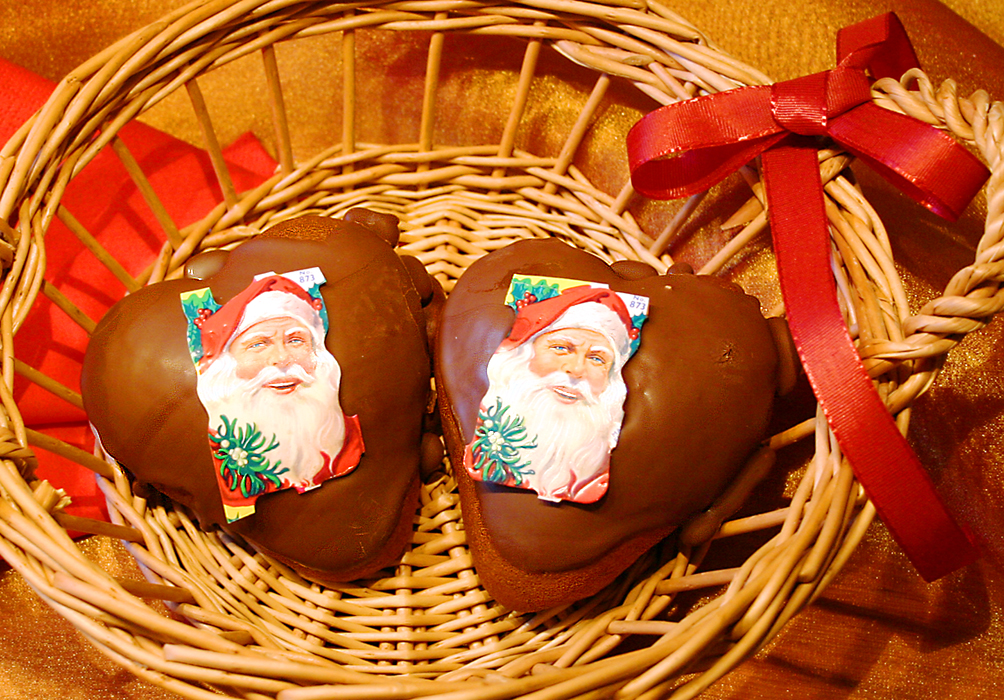
Dolci natalizi danesi

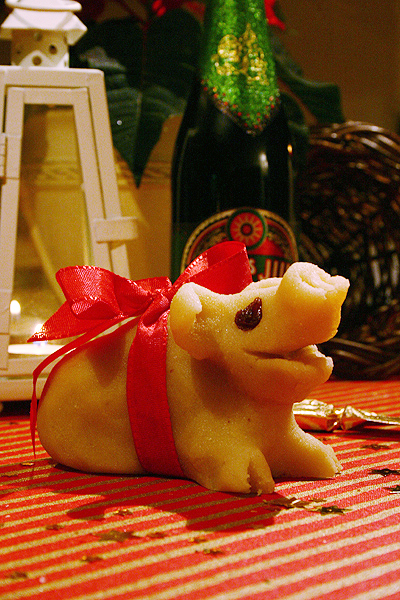
Un maialino al marzapane

Tra i piatti principali della Vigilia di Natale, vi è l'anatra arrosto, accompagnata da patate e cavolo rosso.
Altro piatto tipico è il porridge di riso. Tradizione vuole che in uno di questi piatti venga nascosta una mandorla: chi la trova viene ritenuto fortunato per l'anno a venire e riceve un regalo, che di solito consiste in un maialino di marzapane.
Nella tavola delle feste non mancano poi aringhe, salsicce, prosciutto, paté di fegato, ecc.

### Dolci
Tipici dolci danesi del periodo sono i pebbernødder (corrispondenti ai tedeschi Pfeffernüsse), dei biscotti alla vaniglia, i klejner fritti, i dolci al miele, palline al rum, ecc.

### Bevande tipiche

#### Julebryg
Tra le bevande più popolari durante il periodo natalizio in Danimarca, vi è la julebryg, una birra scura.
La distribuzione di questa birra viene annunciata ogni anno solitamente il primo venerdì di novembre dalla ditta Tuborg. Per i danesi questo giorno è il "J-Dag", o, in inglese, "J-Day".

## Musica natalizia

### Canti natalizi originari della Danimarca
- Dejlig er den himmel blå scritto nel 1810 da Nicolai Frederik Severin Grundtvig[6]
- Det kimer nu til julefest, scritto nel 1817 da Nicolai Frederik Severin Grundtvig[7][8]

## Aspetti sociali

### Il francobollo natalizio
Nel 1904, fu concepita in Danimarca dal direttore delle poste Einar Holbøll, l'idea di creare dei francobolli natalizi a scopi benefici, in particolare a favore della ricerca contro la tubercolosi.
Il primo di questi francobolli recava un ritratto della regina Luisa.
In seguito, un altro danese, Jacob Riis, immigrato negli Stati Uniti che aveva perso sei fratelli a causa della tubercolosi, esportò l'idea oltreoceano.
Tra i disegnatori di francobolli natalizi, vi è la regina Margherita II.

### Il World Santa Claus Congress

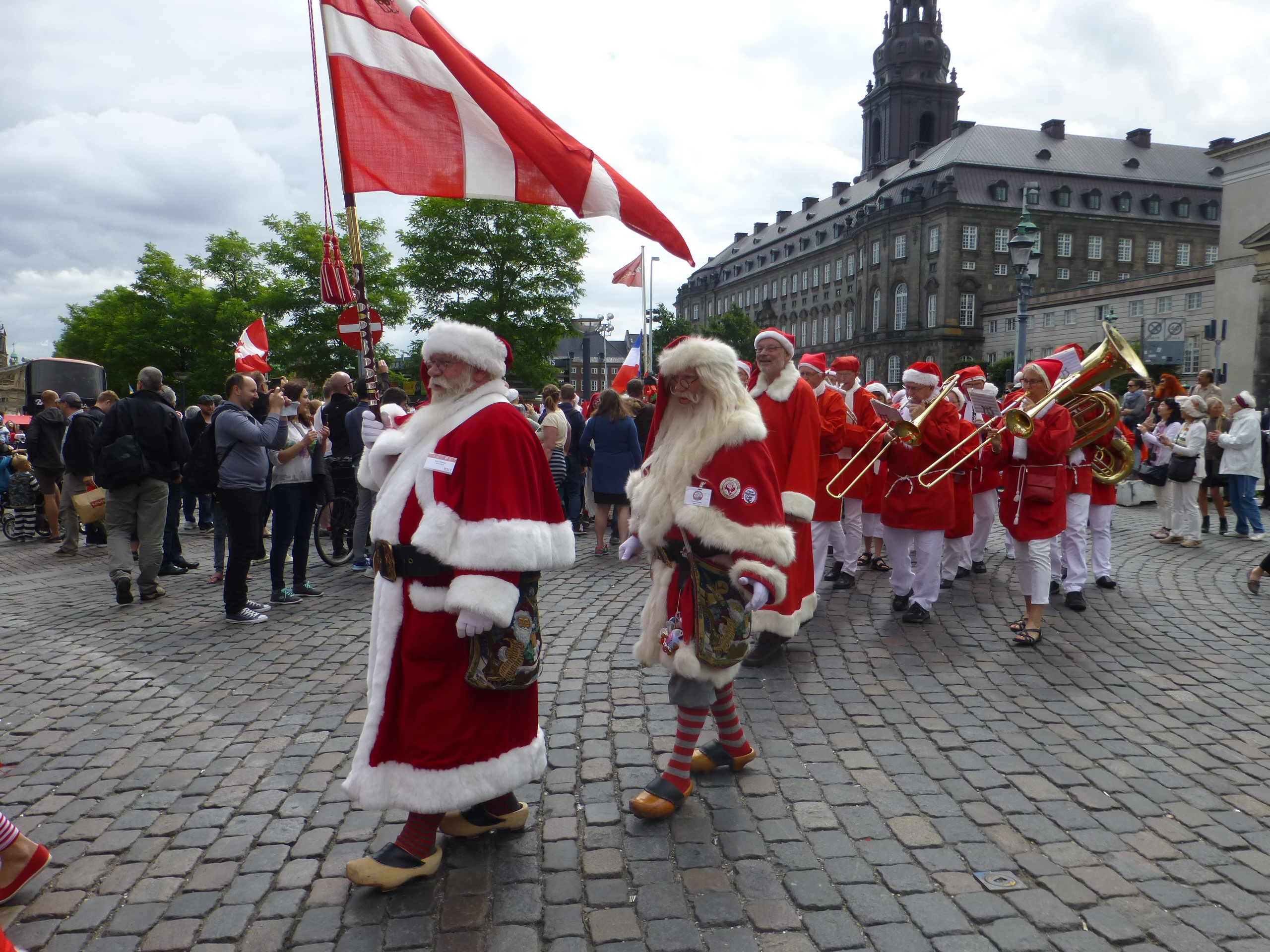
Il World Santa Claus Congress del 2015

Ogni anno in luglio si tiene in Danimarca il World Santa Claus Congress, un raduno di Babbi Natale provenienti da vari Paesi del mondo.

## Il Natale nella cultura di massa danese
Durante tutto il periodo dell'Avvento (dal 1° al 24 dicembre), i principali canali della televisione danese trasmettono un programma intitolato Julekalender ("Calendario dell'Avvento"), dove vanno in scena spettacoli di marionette o vengono raccontante delle fiabe per bambini. Questa particolare tradizioni risale al 1962.

## Galleria d'immagini

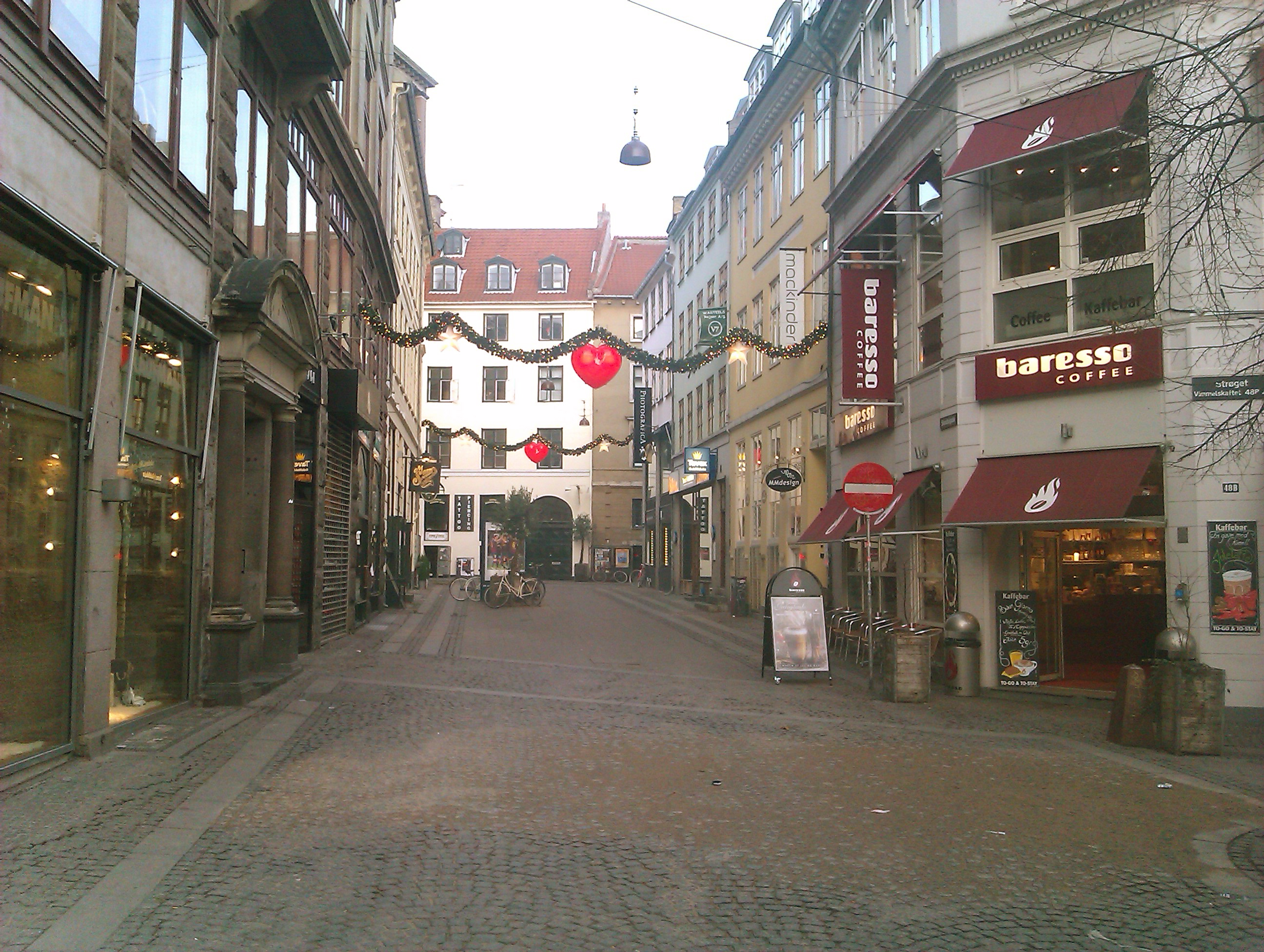
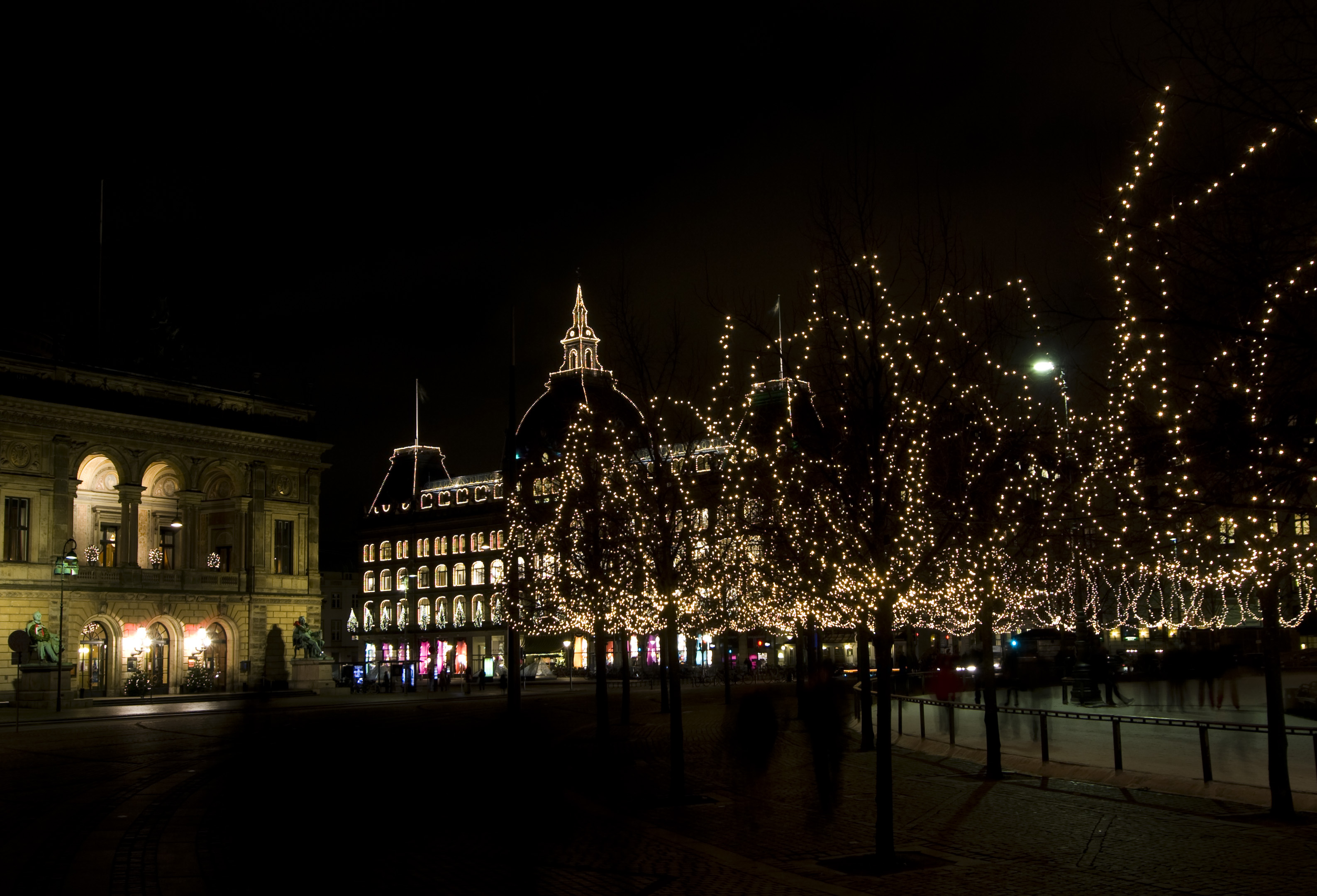
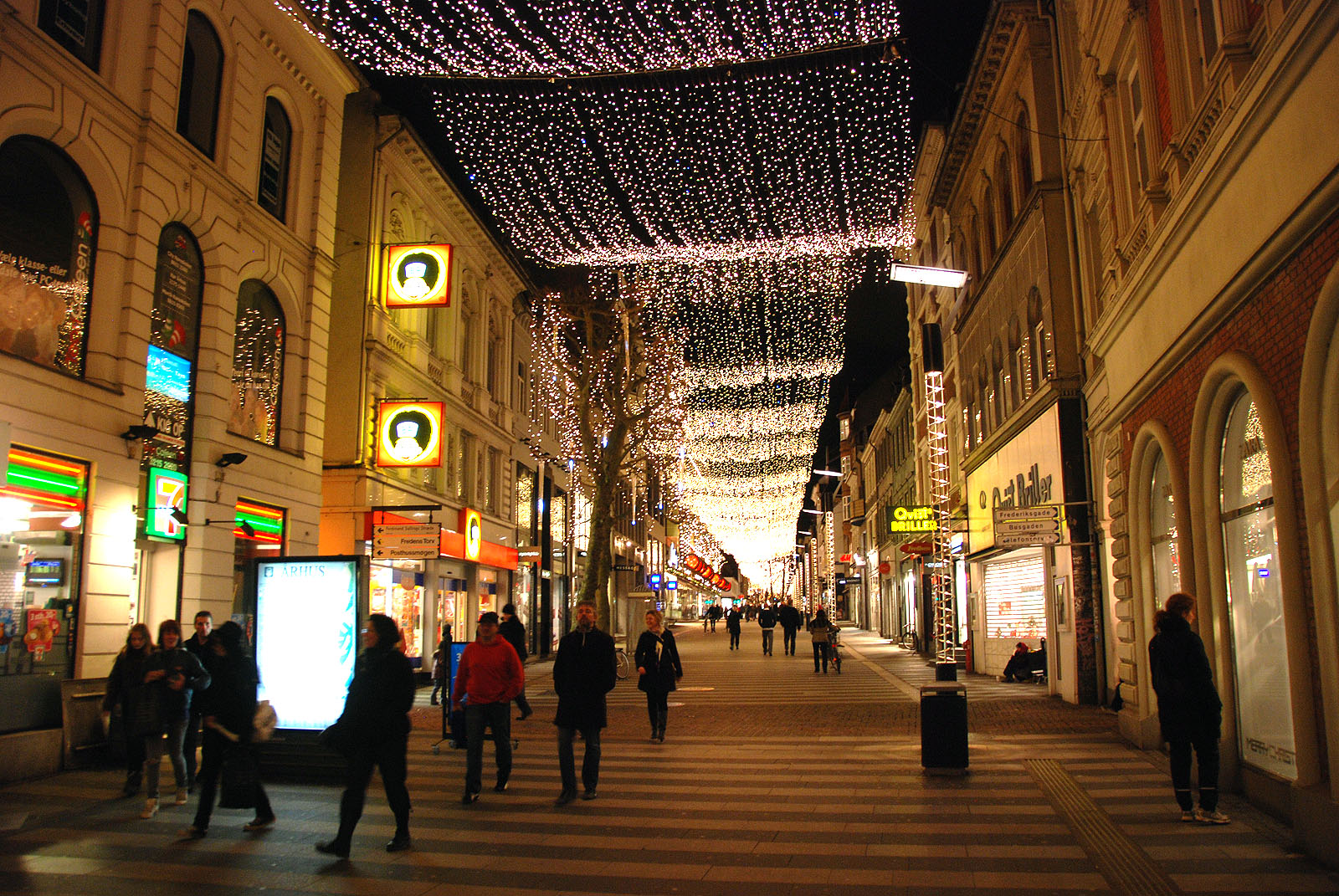
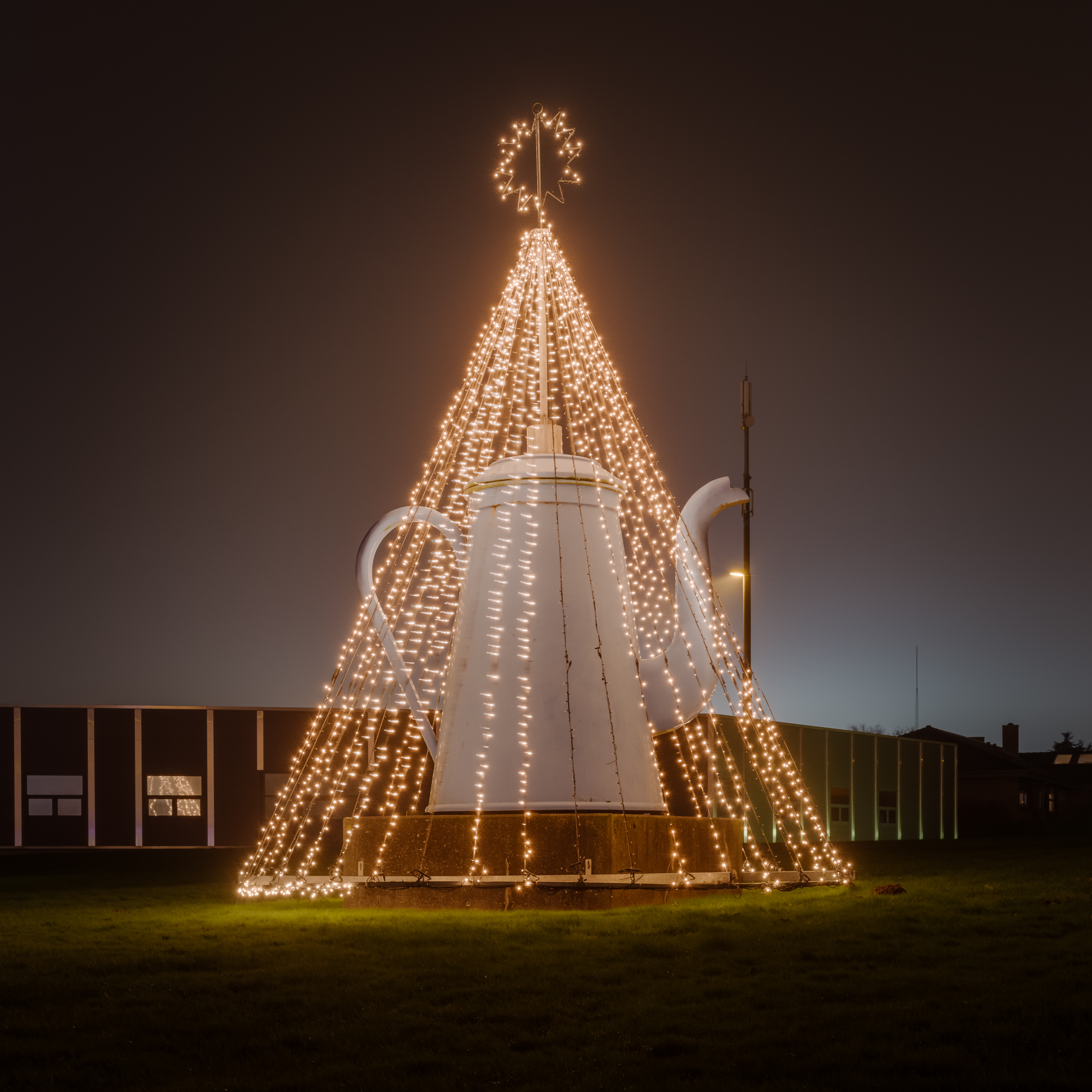
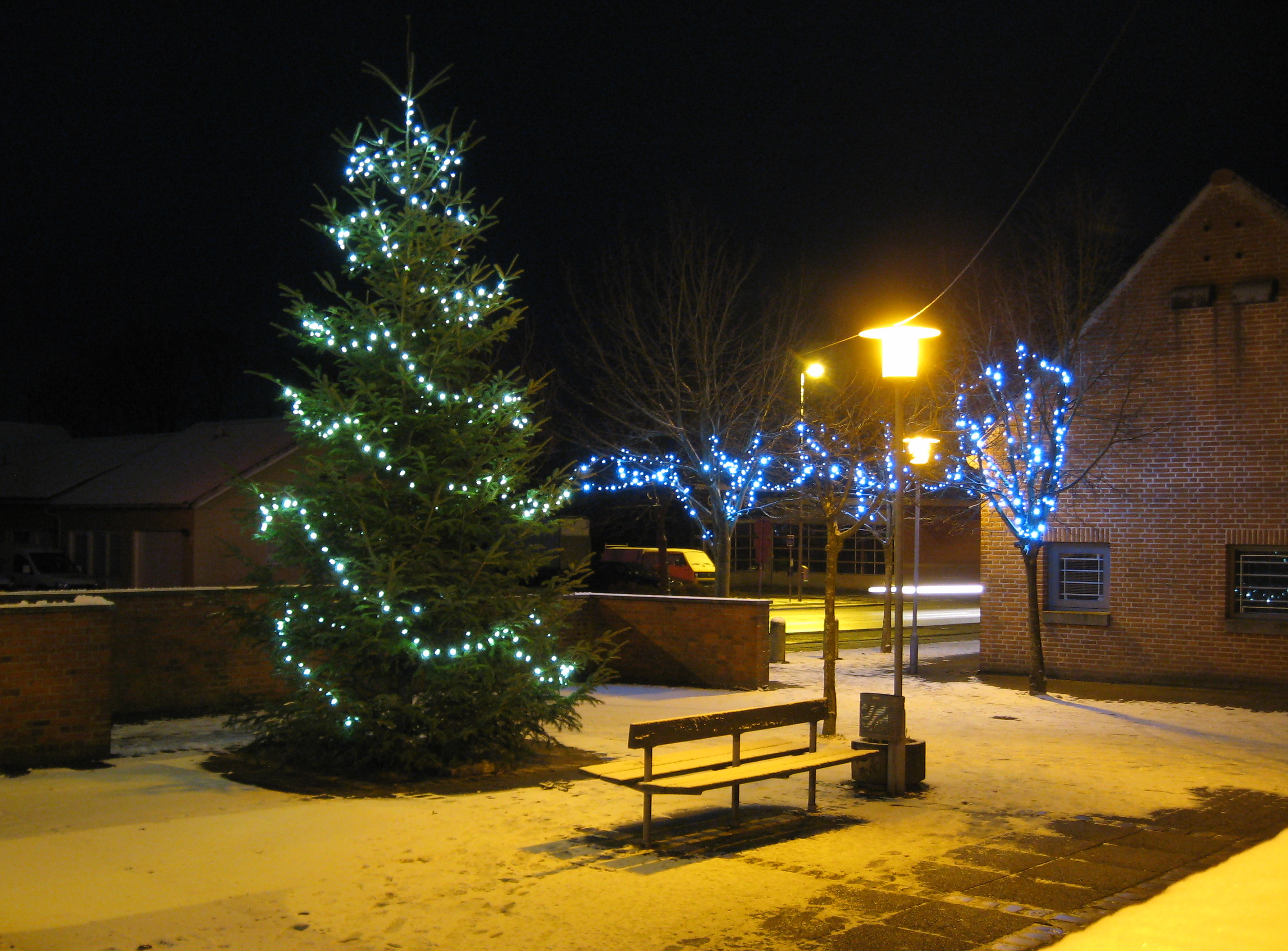
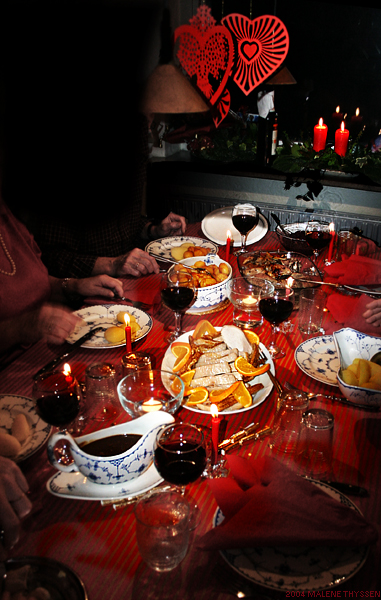
Cena di Natale danese.
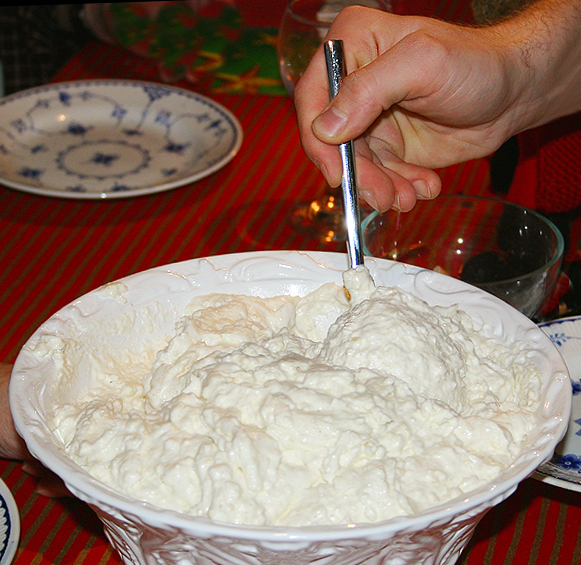
Risalamande.
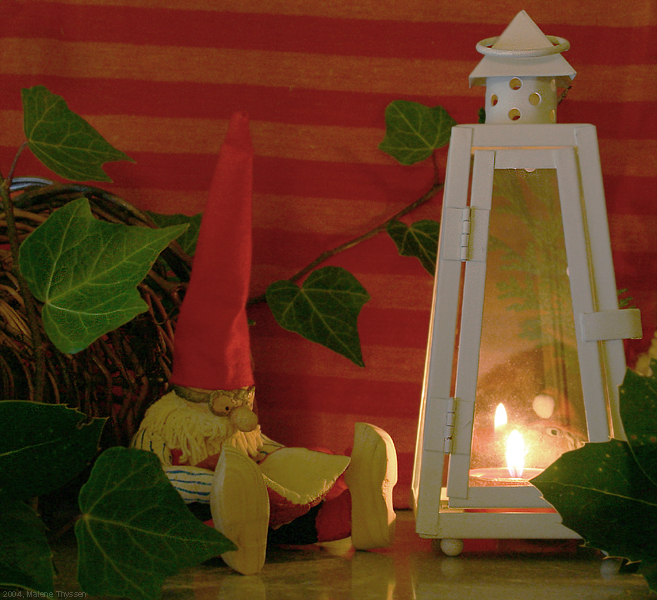
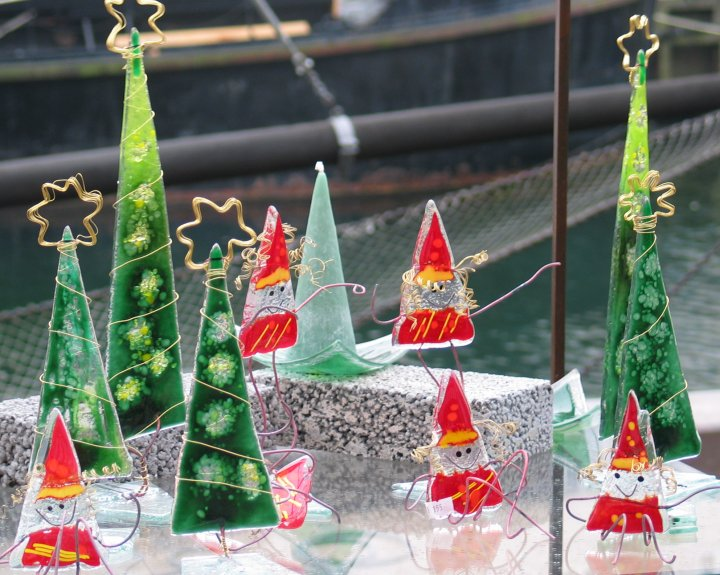
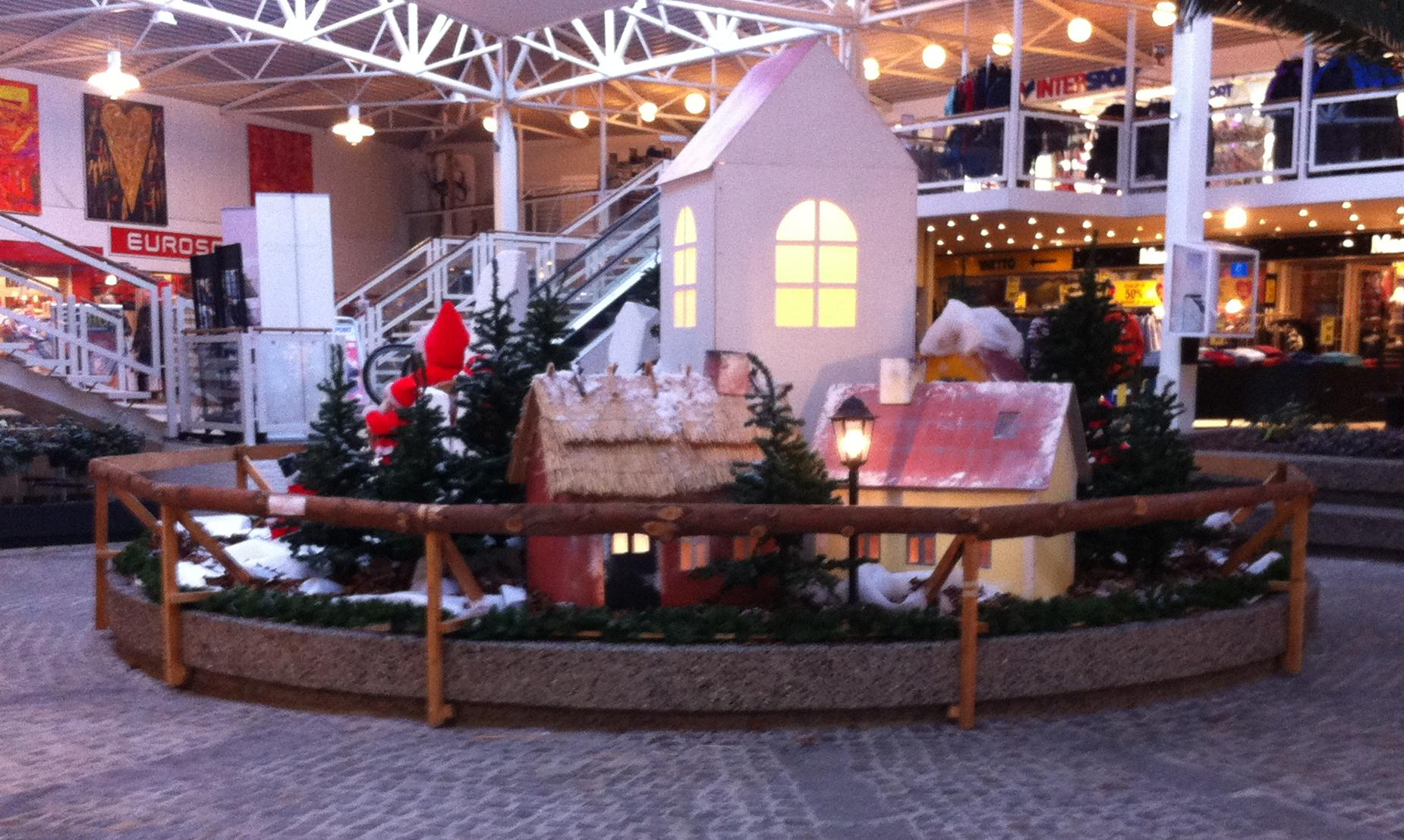
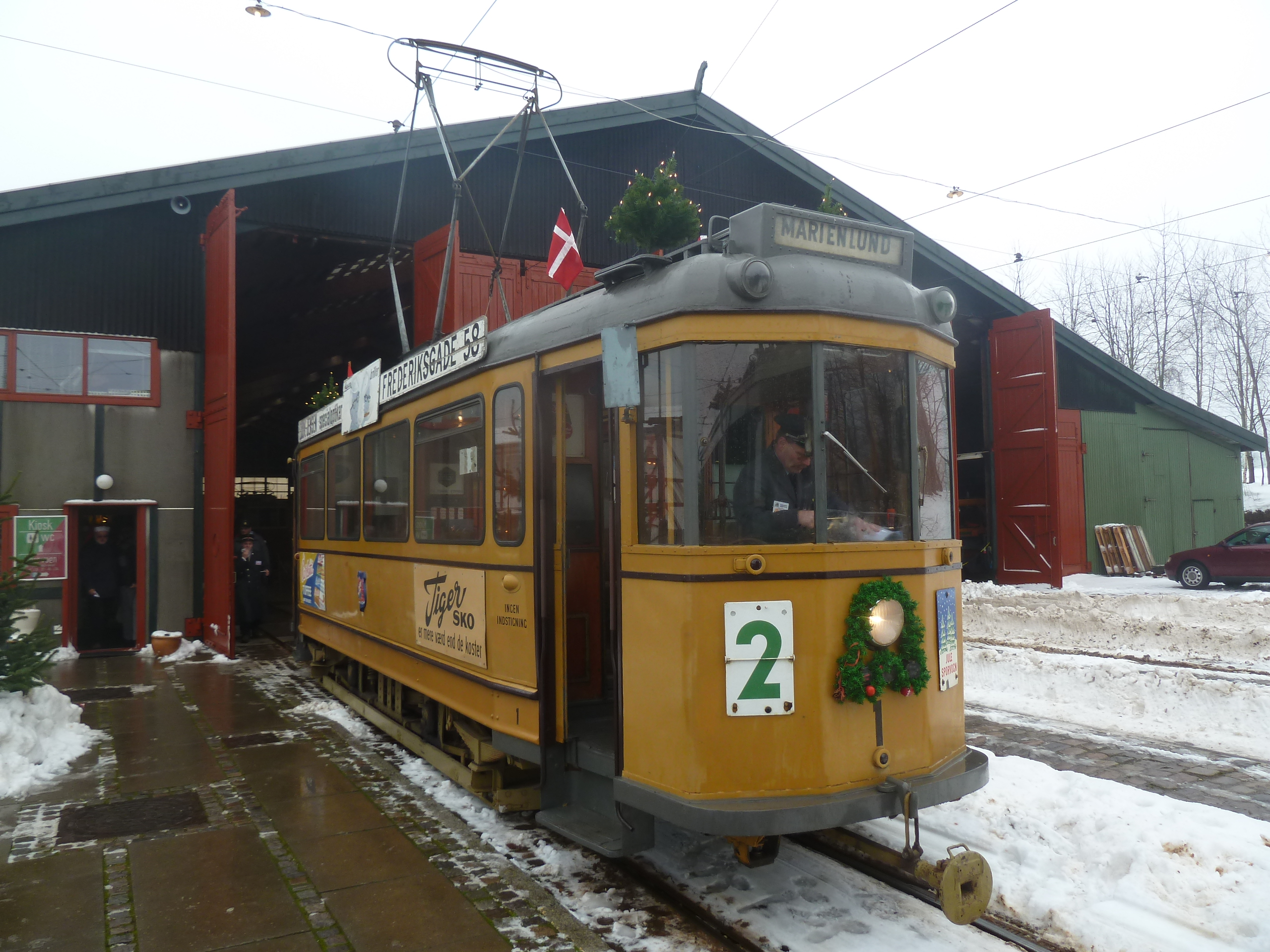